# Белорусский национальный центр (1941)
Белору́сский национа́льный центр (бел. Беларускі нацыянальны цэнтр) — белорусская политическая организация в Третьем рейхе, образованная незадолго до начала Великой Отечественной войны. 

## История
Белорусский национальный центр был создан 19 июня 1941 года в Берлине на встрече представителей Белорусского комитета самопомощи и Белорусского представительства. Его возглавил Николай Щорс, в руководстве состояли Радослав Островский,  Анатолий Шкутько, Николай Шкелёнок, Чеслав Ханявка, Витовт Тумаш, Винцент Годлевский.
Белорусский национальный центр ставил своей целью создание независимого белорусского государства под протекторатом Германии. 13 июля 1941 года Николай Щорс и Витовт Тумаш прислали Адольфу Гитлеру меморандум с соответствующим призывом.
Вскоре после начала войны против СССР Белорусский национальный центр распался. Его члены занимали различные должности в оккупационной администрации Белоруссии, Польши и России.